# Peştətük
Peştətük è un comune dell'Azerbaigian situato nel distretto di Lerik.